# Manima-ni
Manima-ni (jap. マニマニ, manimani) ist eine japanische Idolgruppe weiblicher Mitglieder aus Tokyo.

## Geschichte
Manima-ni debütierte am 26. Juli 2020, seitdem trat die Gruppe bei verschiedenen Events auf und veröffentlichte am 22. Januar 2021 ihr erstes Album kimi ha mada manimani wo shiranai (キミはまだマニマニを知らない), auf Deutsch bedeutet der Name des Albums „Du kennst Manima-ni noch nicht“.
Am 26. September 2021 verließen alle Mitglieder, außer Koharu Shimizu, die Gruppe. Nach einer Pause hatte sich die Gruppe neuformiert und kehrte am 6. Februar 2022 zurück.

## Mitglieder
Koharu Shimizu (jap. 清水こはる, Shimizu Koharu) das einzige verbleibende Gründungsmitglied von Manima-ni. Koharu Shimizu wurde am 15. September 2003 geboren.
Setsu Toya (jap. 冬夜セツ, Toya Setsu) ist ein Mitglied seit dem 20. Dezember 2021. Setsu Toya hat am 12. Dezember Geburtstag.
Yuri Tsukishiro (jap.月白ゆり, Tsukishro Yuri) trat Manima-ni am 11. Juni 2022 bei. Yuri Tsukishiros Geburtstag ist der 15. März.

## Stil
Manima-ni konnte mehrmals in den Charts des iTunes Stores in der Kategorie J-Pop in verschiedenen Regionen in die Top 10 gelangen, beispielsweise hatte Manima-ni mit dem Album „kimi ha mada manimani wo shiranai“ in Amerika den 5. Platz am 28. Dezember 2021 belegt.
Neben dem Album kimi ha mada manimani wo shiranai veröffentlichte Manima-ni bisher zwei Singles, mayonaka telephone (真夜中テレフォン) und chilchil michil (チルチルミチル).